# Daniela Montecinos
Daniela Montecinos Valdivia (Viña del Mar, 21 de julio de 1964) es una pintora, curadora y catedrática chilena que ha incursionado en el expresionismo, la fotografía y al arte figurativo.
Estudió arquitectura y diseño gráfico en la Universidad Católica de Valparaíso, para proseguir estudios en arte en Mount Holyoke College de Massachusetts y en la Liga de estudiantes de arte de Nueva York, en Nueva York. Las técnicas que predominan en su trabajo son el dibujo, el collage y el monotipo; al respecto, su obra «se sustenta en el dibujo para estructurar las composiciones donde visualiza los planos bidimensionales».
El año 2005 recibió una nominación al Premio Altazor de las Artes Nacionales en la categoría grabado y dibujo por De siluetas y olvidos.
Ha participado en varias exposiciones individuales y colectivas durante su carrera, entre ellas la XI Trienal de Nueva Deli (2005), la IV bienal de Arte Contemporáneo «Manif» de Nimes (2004) y las muestras Witness of our Times en el Urban Institute for Contemporary Art de Míchigan (1988), Efecto de Viaje, Exposición Itinerante CCU en la Cultura y La Vega Central, Tránsito Suspendido en el Museo Nacional de Bellas Artes de Chile (1991, 2004 y 2005 respectivamente), entre otras exposiciones en Chile, Europa, Centroamérica y Estados Unidos.
Algunas de sus obras se encuentran en varias colecciones públicas, entre ellas las pertenecientes al Museo de Artes Visuales de Santiago, Museo de Arte Moderno de Chiloé y el Museo de Arte Contemporáneo de Santiago, entre otros.
Paralelamente a su trabajo de artista y profesora, a partir de 2006 se une a la Galería NegPos Archivado el 11 de agosto de 2018 en Wayback Machine., Francia (Nîmes) donde se convierte en curadora asociada en diversos proyectos de fotografía. Su acercamiento a la fotografía data de los años ’90 aún en Chile y ha sido responsable junto al director Patrice Loubon, de la curaduría de numerosas exposiciones colectivas en la galería como también del proyecto bienal Image et Patrimoine, organizado por la asociación Passages de l’image que comienza en 2011. Durante la exposición Faces Cachées / Facetas Ocultas, que parte en París en febrero de 2016, ella participa en la escenografía de la muestra, así como también a la ocasión de su instalación en la Casa de Iberoamérica en Cádiz, España.  Las salas del Instituto Cervantes de Roma, acogen esta exposición entre diciembre de 2016 y enero de 2017, donde junto a NegPos se hará presente durante el montaje.